# 2024 год в авиации
Список событий в авиации в 2024 году.

### Январь
- 2 января — при посадке в аэропорту Токио самолёт Airbus A350 авиакомпании Japan Airlines столкнулся с DHC-8-315 Dash 8 береговой охраны Японии. Все находившиеся на борту Airbus 379 человек выжили, однако на борту Dash 8 погибли 5 из 6 членов экипажа[1][2][3].
- 5 января — у самолёта Boeing 737 MAX 9, который был введён в эксплуатацию всего лишь в октябре 2023 года, авиакомпании Alaska Airlines во время рейса оторвался люк аварийного выхода. Из-за разгерметизации самолёт совершил экстренную посадку в Портленде, штат Орегон (США), пострадавших в результате происшествия нет[4][5].
- 14 января — над Азовским морем сбит российский самолёт ДРЛО А-50.
- 20 января — в Афганистане разбился санитарный Falcon 10 с россиянами на борту. Из 6 человек погибли 2 пассажира[6].
- 24 января — в Белгородской области сбит военно-транспортный самолёт Ил-76.
- 31 января — в Тихом океане возможно найдены обломки пропавшего в 1937 году самолёта Амелии Эрхарт. Обломки двухмоторного самолёта Lockheed Model 10 Electra обнаружила американская научно-исследовательская компания Deep Sea Vision (DSV) к западу от острова Хауленд.

### Февраль
- 5 февраля — в Карелии вертолёт Ми-8 с сотрудниками петербургского авиацентра упал в Онежское озеро, погибли все 3 человека на борту[7].
- 6 февраля — в результате крушения вертолёта погиб бывший президент Чили Себастьян Пиньера[8].
- 23 февраля — уничтожение А-50У над Краснодарским краем.
- 20—25 февраля — международный авиасалон в Сингапуре[9][10].
- 21 февраля — турецкий истребитель пятого поколения KAAN совершил первый полёт[11][12].
- 26 февраля — канадская авиакомпания Lynx Air прекратила своё существование[13].

### Март
- 5 марта — в небе над Кенией столкнулись[англ.] De Havilland Canada Dash 8 и Cessna 172. Погибли все 2 человека на борту Cessna. De Havilland Canada Dash 8 совершил вынужденную посадку в аэропорту Найроби. Никто из 44 человек на борту не пострадал[14].
- 10 марта — Boeing 787 авиакомпании LATAM во время полёта на эшелоне резко перешёл в снижение. Пострадали около 50 человек. Самолёт совершил посадку в аэропорту Окленда[15][16].
- 12 марта — катастрофа Ил-76 под Иваново (15 погибших)[17].

### Апрель
- 24 апреля — в Словакии совершил первый полёт гибрид спорткара и легкомоторного самолёта «AirCar» от KleinVision[18].

### Май
- 19 мая — на границе Ирана и Азербайджана разбился вертолёт с президентом Ирана Ибрахимом Раиси, министром иностранных дел Ирана Хосейном Амиром Абдоллахияном и другими высокопоставленными лицами Ирана. Все пассажиры погибли[19].
- 21 мая — авиалайнер Boeing 777-321ER авиакомпании Singapore Airlines попал в сильную турбулентность, в результате которой погиб 1 пассажир, 104 пострадали[20].

### Июнь
- 10 июня — крушение самолёта вице-президента Малави.

### Июль
- 12 июля — катастрофа SSJ 100 под Коломной.
- 19 июля — из-за масштабного сбоя в работе систем Windows отменены авиарейсы по всему миру, аэропорты приостановили работу[21].
- 22—26 июля — международный авиасалон Фарнборо.
- 23—28 июля — проведение авиасалона МАКС в онлайн-формате[22].
- 24 июля — катастрофа CRJ-200 в Катманду (18 погибших).

### Август
- 9 августа — катастрофа ATR 72 возле Сан-Паулу (62 погибших).
- 26 августа — крушение F-16 на Украине 26 августа 2024 года (1 погибший).
- 31 августа — катастрофа Ми-8 на Камчатке (22 погибших).

### Сентябрь
- 1 сентября — Антимонопольный орган Индии одобрил слияние авиакомпании Vistara с Air India[23].
- 8 сентября — вертолёт Bell UH-1H разбился в Сальвадоре. Погибли 9 человек, главу Национальной гражданской полиции Сальвадора[24].
- 13 сентября — более 33 000 рабочих Boeing устроили забастовку, остановив производство самолётов Boeing 737, Boeing 777 и Boeing 767[25].

### Октябрь
- 14—18 октября — 75-й Международный конгресс астронавтики (Милан)[26].

### Ноябрь
- 13—15 ноября — международный авиасалон в Бахрейне[27].
- 25 ноября — катастрофа грузового самолёта DHL в аэропорту Вильнюса (1 погиб, 3 пострадали).

### Декабрь
- 20 декабря — Turkish Airlines официально вошла в Книгу рекордов Гиннесса как авиакомпания, выполняющая рейсы в наибольшее количество стран[28].
- 22 декабря — катастрофа Piper PA-42 в Грамаду, Бразилия (10 погибших и 17 пострадавших на земле).
- 25 декабря — катастрофа Embraer E190 в аэропорту Актау, Казахстан (38 погибших).
- 29 декабря — катастрофа Boeing 737-800 в аэропорту Муан, Республика Корея (179 погибших).